# Pinkakertes
Pinkakertes (németül Gaas) egykor önálló község, ma Monyorókerék településrésze Ausztriában, Burgenland tartományban, a Németújvári járásban.

## Fekvése
Németújvártól 20 km-re északkeletre, a magyar határ mellett, a Pinka jobb partján fekszik.

## Története
A települést 1221-ben "Villa que Kertes vocatur" alakban említik először. Területe már ősidők óta  vaslelőhely volt. Itt állt a 12. században épült Kertes vára, melyet 1271-ben említenek a Hermán nembeli Hermán fia János birtokaként. 1369-ben második említésekor, amikor  Hermán fia János összes birtokát a várban bírt részével együtt eladta rokonának, Balaj fia Györe mesternek már valószínűleg rom. Feltételezések szerint az egykor itt álló erődítmény része volt a nyugati magyar határt biztosító várrendszernek. Felszíni nyoma nem maradt, valószínűleg a mai zarándoktemplom és az azt övező temető helyén állt. A templom nagy valószínűséggel eredetileg várkápolnaként épült, hiszen a sekrestyéjében található kronogramma szerint már 1155-ben felszentelték a Nagyboldogasszony tiszteletére. A gótikus templomot 1475 és 1524 között építették a 15. század óta búcsújáróhely. 1475-ben IV. Sixtus pápa búcsút biztosított mindazoknak, akik hozzájárultak a templom fenntartásához. A megnagyobbított templomot 1524-ben szentelték fel Mária mennybevételének tiszteletére.
A települést 1369-ben, 1410-ben, 1437-ben és 1458-ban "Kerthes", 1398-ban "Kertyus", 1401-ben "Kertheus",  1447-ben "Kerthews" néven említik a korabeli források. A Polyáni, az Unyani és a Kertesi családok birtoka volt.
Kertes plébániája már 1475-ben létezett. 1538-ban 14 portát számláltak a településen. 1570-ben 15 portájából 12 puszta volt. A falu német neve csak 1698-ban tűnik fel. 1720-ban 22 ház állt itt. 1787-ben 88 házában 507 lakos élt.
Vályi András szerint „ KERTES. Gááz. Mező Város Vas Várm. földes Ura Erdődy Uraság, lakosai katolikusok, fekszik Pinka vize mellett, Körméndhez más fél mértföldnyire, apátúrsága és az itten tartatni szokott bútsú járások nevezetesítik. Határbéli földgye termékeny, réttye elég van, és jó szénát terem, legelője, fája, és szőleje meg lehetős.”
1828-ban 89 háza volt 566 lakossal.
Fényes Elek szerint „ Kertes, (Gaas), német mv., Vas vmegyében, ut. p. Szombathely. Fekszik a Pinka mellett, 560 kath. lak., paroch. templommal. Határa meglehetős; rétjei jók; bort termeszt és erdeje van. Itt népes bucsujárások szoktak történni. Birja gr. Erdődy.”
1857-ben 85 házat és 470 lakost számláltak a településen.
Vas vármegye monográfiája szerint „ Kertes, búcsújáróhely, a Pinka patak mellett, 115 házzal és 670 németajku r. kath. és ág. ev. lakossal. Postája Pinka-Mindszent, távírója Körmend. Plébániája 1555-ben már virágzott.”
A településnek 1910-ben 719, többségben német lakosa volt, jelentős magyar kisebbséggel. A trianoni békeszerződésig Vas vármegye Körmendi járásához tartozott. 2001-ben 354 lakosa volt.

## Nevezetességei

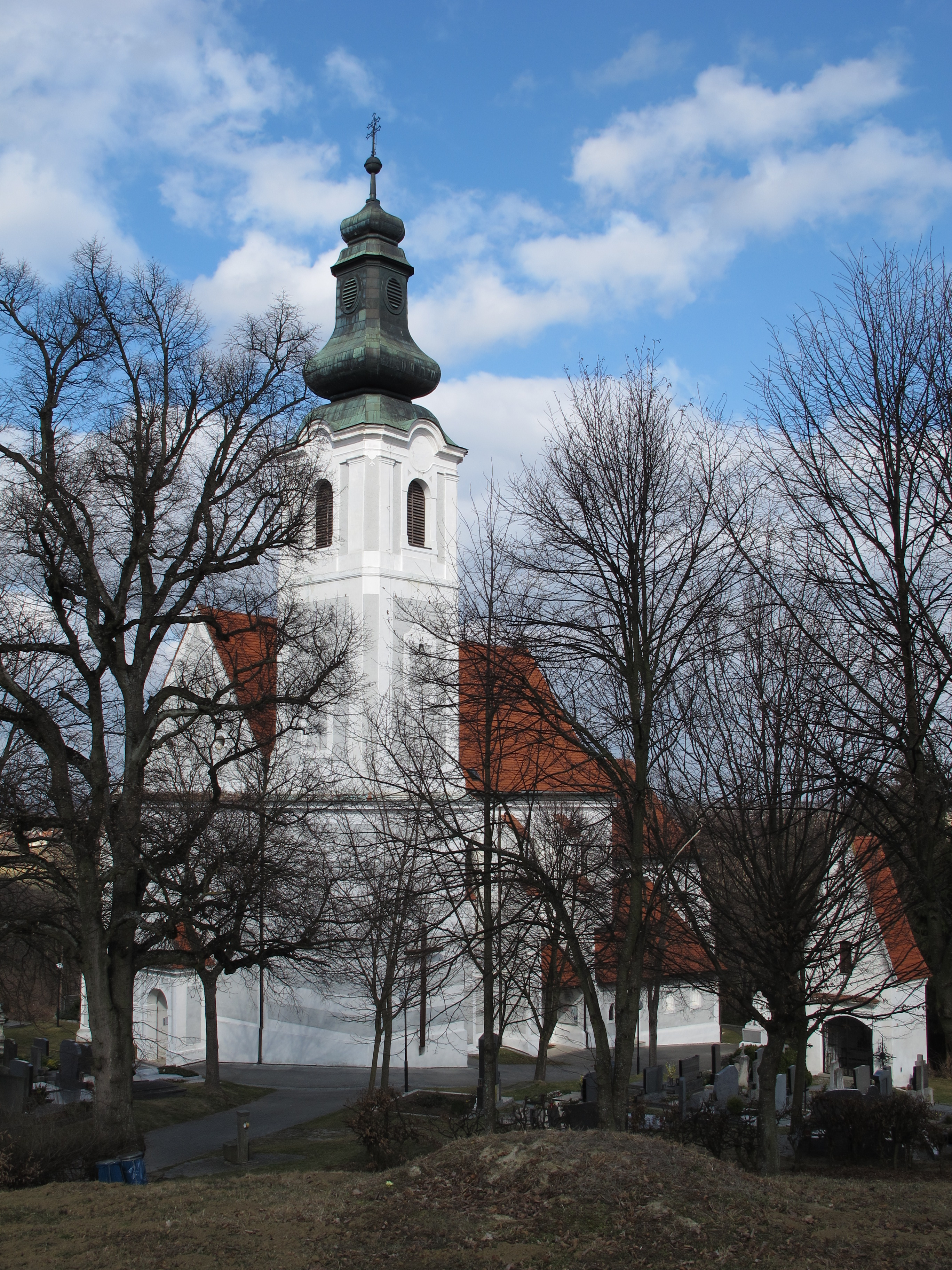
Nagyboldogasszony-templom

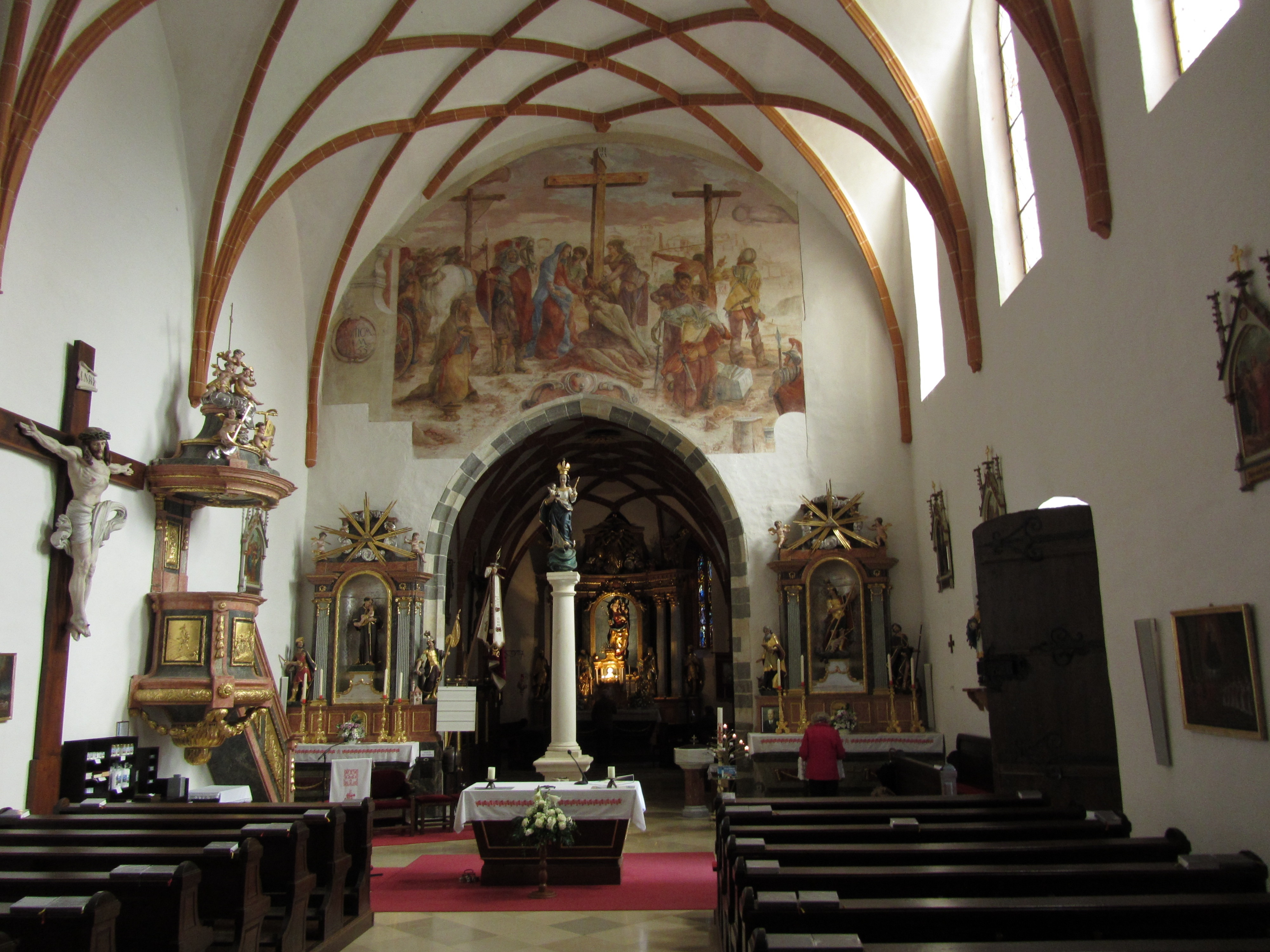
Nagyboldogasszony-templom belseje

- A Nagyboldogasszony tiszteletére szentelt búcsújárótemploma a falutól 1,5 km-re délre emelkedő dombon áll. A környék legszebb és legnagyobb Mária-szentélye. A templom 1475 és 1524 között épült gótikus stílusban valószínűleg a román kori várkápolna felhasználásával. A legrégebbi részében található kronogramma utal az alapítás lehetséges idejére: "saLVe sanCta Mater". A latin feliratban található évszám: MCLV azaz 1155. Ezt megerősíti, hogy a templom helyreállítása során régi román építészeti elemekre bukkantak. Középkori eredetű a torony alsó szintje. A 15. század második felében készült a szentély hálóboltozata, amelynek tagolt bordűr állatfejekkel díszített konzolok támasztják. Késő gótikus a szentély északi falában lévő díszoromzattal ellátott terrakotta szentségtartófülke és a szentély kőablakai. A korinthoszi oszlopos főoltár fülkéjében látható a templom legértékesebb kincse, az 1470 körül faragott, késő gótikus Madonna kegyszobor. Fején aranyozott korona, jobbjában kormánypálca, bal karján az áldást osztó és országalmát tartó gyermek Jézus, lába alatt emberprofilos holdsarló. Gótikus emlék még a toronyaljban a keresztelőmedence és a 15. századi feszület, mely azonban csak 1978-ban  került elő. A 16. század elején készültek a hajó hálós boltozatának bordái, melyek kőfaragójegyes, címeres konzolokra támaszkodnak és a szentélyt elválasztó csúcsos diadalív. A diadalív feletti freskó, mely a keresztről levételt örökíti meg  17. századi. A szentély előtt álló oszlopos Madonna 1625-ből származik, ez az egyetlen ma is eredeti helyén álló nyugat-magyarországi hasonló Istenanya-szobor. Barokk stílusú a torony hagymasisakja, toronybejárat, az ablakok rácsozata, melyek a 18. század második felében készültek. A templom berendezése nagyrészt 1777-1820 között készült. A klasszicista főoltár 1785-ben,  a mellékoltárok 1793-ban, a szószék 1795-ben készültek. A főoltár mellékszobrai Szent István, Szent László királyokat, valamint Szent Joachimot és Szent Annát ábrázolják. A karzat mellvédjén, a muzsikáló angyalokat és szenteket ábrázoló festmény szintén 18. századi. Az 1718-ban készült fogadalmi képen a régi templom látható. A templom a második világháborúban súlyos károkat szenvedett, utoljára 1963-ban restaurálták.
- A kegytemplomtól délre egy földalatti sírbolt található, amely felett egy késő gótikus eredetű, barokk stílusban továbbépített kis kápolna áll.
- A falu közepén álló Szent Anna templom 1739-ben épült, 1892-ben bővítették.
- Az egykori népiskola épülete és a temető is műemlékvédelem alatt áll.

## Külső hivatkozások
- Pinkakertes a dél-burgenlandi települések portálján
- Monyorókerék a dél-burgenlandi települések portálján
- Pinkakertes mint búcsújáróhely
- Geomix.at Archiválva 2011. január 28-i dátummal a Wayback Machine-ben
- Várszentmiklós honlapja
- A katolikus plébánia honlapja[halott link]
- Magyar katolikus lexikon
- Kertes vára a vasi várak honlapján Archiválva 2016. március 24-i dátummal a Wayback Machine-ben